# Hari Kostov
Hari Kostov (mazedonisch Хари Костов; * 13. November 1959 in Pišica bei Probištip) war vom 4. Juni bis 18. November 2004 Regierungschef Mazedoniens.
Kostov war in den 1980er und 1990er Jahren ökonomischer Berater der mazedonischen Regierung und der Weltbank. In der Regierung Crvenkovski (2002–2004) war er zunächst Innenminister, bis Crvenkovski Präsident wurde. Das Parlament berief ihn am 31. Mai 2004 in das Amt des Regierungschefs ein. Doch schon am 15. November 2004 wurde bekannt, dass Kostov nach Auseinandersetzungen in der Regierungskoalition sein Amt wieder aufgab.
| Personendaten    | Personendaten                                       |
| ---------------- | --------------------------------------------------- |
| NAME             | Kostov, Hari                                        |
| ALTERNATIVNAMEN  | Костов, Хари (mazedonisch)                          |
| KURZBESCHREIBUNG | mazedonischer Politiker, Regierungschef Mazedoniens |
| GEBURTSDATUM     | 13. November 1959                                   |
| GEBURTSORT       | Pišica bei Probištip                                |